# 15762 Rühmann
15762 Rühmann eller 1992 SR24 är en asteroid i huvudbältet som upptäcktes den 21 september 1992 av den tyske astronomen Freimut Börngen vid Tautenburg-observatoriet. Den är uppkallad efter den tyske skådespelaren och regisören Heinz Rühmann.
Asteroiden har en diameter på ungefär 2 kilometer och den tillhör asteroidgruppen Astraea.